# Qvaleøya
Qvaleøya est une petite île du Svalbard dans le Détroit d'Hinlopen. Elle fait partie de l'archipel des Rønnbeckøyane. Elle est située au nord-est du Cap Weyprecht.
Elle est formée de falaises de basalte ne dépassant pas les 16 m d'altitude
Les îles les plus proches sont celles de Carlsenøya, située 350 m à l'est et Skipperøya, située 2,4 km à l'est. 
L'île a été découverte en 1867 par Nils Fredrik Rønnbeck, un explorateur suédo-norvégien. 
L'île doit son nom à Per Pedersen Qvale (1822-1912), un chasseur de phoques norvégien né à Kinsarvik.
La faune de l'île se résume principalement aux ours polaires.